# Primus Sobotka
Primus Sobotka (29. ledna 1841 Horní Nouzov u Velimi – 1. srpna 1925 Praha) byl český novinář, spisovatel, překladatel a etnograf. 

## Život
Narodil se 31. ledna 1841 ve mlýně Horní Nouzov u Velimi Josefu Sobotkovi a Anně roz. Šimůnkové. Jeho sourozenci byli: Ferdinand (1835–1899), Anna (1843) a Josef (1845). S manželkou Karolínou roz. Voigtovou (1845–1919) měl dvě dcery: Karlu Schiffmerovou (1880–1952) a Boženu Novákovou (1881–1962).
Vystudoval akademické gymnázium a pražskou Filozofickou fakultu Univerzity Karlovy, obor klasické a slovanské jazyky. Koncem 60. let působil jako vychovatel u Dobřenských. Pobytem na šlechtických sídlech získal vybrané chování.
V 70. letech spolupracoval při tvorbě Riegrova slovníku naučného, jako oficiál (úředník) české univerzitní kanceláře. Vedle toho literárně tvořil (viz níže), v letech 1886–1892 vedl populárně-naučnou edici Matice lidu a 1896–1908 byl ředitelem redakční kanceláře Ottova slovníku naučného.
Zabýval se slovanskou mytologií a folklórem, zejména významem přírody v podání venkovského lidu. Jeho nejdůležitější prací bylo Rostlinstvo a jeho význam v národních písních, pověstech, bájích, obřadech a pověrách slovanských (1879). Původně zamýšlel k této práci doplnit i dva další díly týkající se živočišstva a neživých věcí, ale vyšly jen některé pasáže v časopisech.
Roku 1882 vydal Výklady prostonárodní z oboru jazykozpytu, bájesloví, psychologie národní atd.
Známá a populární byla i Kratochvilná historie měst a míst v zemích koruny Svatovácslavské (1884–1885), sbírka lidového humoru, v níž lidé škádlí a jemně zesměšňují obyvatele okolních obcí. Části vycházely na pokračování v Humoristických listech a setkaly se s velkým ohlasem čtenářů, kteří ochotně zasílali autorovi vtipy a průpovídky ze svého bydliště. Po vzniku ČSR knihu doplnil o Slovensko, Podkarpatskou Rus a Lužici.

## Dílo
- Karl Herloßsohn: Svět a lidé – (1866, 1868, 1873)
- Henry Fielding: Tom Jones, čili, Příběhové nalezence (1872)
- Alfred Tennyson: Enoch Arden (1875[6], 1893)
- Henry Wadsworth Longfellow: Evangelína (1877[7])
- Rostlinstvo a jeho význam v národních písních, pověstech, bájích, obřadech a pověrách slovanských: příspěvek k slovanské symbolice – Praha: Matice česká, 1879[8]
- Výklady prostonárodní z oboru jazykozpytu, bájesloví, psychologie národní atd. – Praha: vlastním nákladem, 1882[9]
- Kratochvilná historie měst a míst v zemích koruny Svatovácslavské – Praha: J. R. Vilímek, (1884/1885)
- George John Romanes: Duševní život zvířat – z anličtiny (1886)[10][11]
- Henry Morton Stanley: V nejtemnější Africe, neboli, hledání, zachránění a ústup Emina, guvernéra Aequatorie – spolu s Gustavem Dörflerem a Eliškou Krásnohorskou (1890–1891)[12]
- Arthur J. M. Jephson: Emin paša a vzpoura v Aequatorii – spolupracoval H. M. Stanley; z angličtiny př. s G. Dörflem a E. Krásnohorskou (1891)[13]
- Kratochvilná historie měst a míst v zemích koruny Svatovácslavské s přídavkem Lužicko-srbské a Haličsko-rusínské – Praha: J. R. Vilímek, 1919[14]